# Newarthill
Newarthill är en ort i Storbritannien.   Den ligger i kommunen North Lanarkshire och riksdelen Skottland, i den centrala delen av landet, 500 km nordväst om huvudstaden London. Newarthill ligger 155 meter över havet och antalet invånare är 6 892.
Terrängen runt Newarthill är lite kuperad. Runt Newarthill är det tätbefolkat, med 266 invånare per kvadratkilometer. Närmaste större samhälle är Motherwell, 4,5 km sydväst om Newarthill. Trakten runt Newarthill består i huvudsak av gräsmarker.